# Fontenay-le-Comte
Fontenay-le-Comte je naselje in občina v zahodni francoski regiji Loire, podprefektura departmaja Vendée. Leta 1999 je naselje imelo 13.792 prebivalcev.

## Geografija
Kraj leži v zahodni Franciji ob reki Vendée. 

## Administracija
Fontenay-le-Comte je sedež istoimenskega kantona, v katerega so poleg njegove vključene še
občine Auzay, Chaix, Fontaines, Le Langon, Longèves, Montreuil, L'Orbrie, Pissotte, Le Poiré-sur-Velluire in Velluire z 21.186 prebivalci.
Naselje je prav tako sedež okrožja, v katerem se nahajajo kantoni Chaillé-les-Marais, la Châtaigneraie, Fontenay-le-Comte, L'Hermenault, Luçon, Maillezais, Pouzauges, Sainte-Hermine in Saint-Hilaire-des-Loges s 119.403 prebivalci.

## Zgodovina
Obstoj Fontenaya sega še v predrimsko obdobje. Sama pripona Comte je verjetno bila dodana ob predaji kraja s strani francoskega kralja Ludvika IX. njegovemu bratu Alfonzu, grofu Poitouškemu, pod katerim je kraj postal glavno mesto pokrajine Bas-Poitou (1242). Med stoletno vojno je bil s sporazumom v Brétignyju (1360) dodeljen Angliji, leta 1372 pa ponovno pripojen Franciji.
V času verskih vojn je večkrat zamenjal oblastnike, prav tako med francosko revolucijo v času Vendejske vstaje. Od 1790 je bil sedež novoustanovljenega departmaja Vendée, v letu 1806 pa ga je na tem mestu zamenjal La Roche-sur-Yon.

## Zanimivosti
Fontenay-le-Comte je na seznamu francoskih umetnostno-zgodovinskih mest.

## Pobratena mesta
- Crevillent (Španija),
- Diosig (Romunija),
- Gaoua (Burkina Faso),
- Krotoszyn (Poljska),
- Palatine (Illinois, ZDA).